# Le Spectateur de la Gironde
Le Spectateur de la Gironde, sous titré Journal littéraire, industriel et scientifique, est publié du 13 mai au 12 août 1838 à Bordeaux et sur la Gironde. Cet hebdomadaire parait le dimanche. Il vise essentiellement le lectorat bordelais et médocain. Les difficultés financières sont la cause de sa disparition. Seuls les deux premiers et les deux derniers numéros de la série ont été conservés. 

## Histoire
Le journal est lancé le dimanche 13 mai 1838 à Bordeaux. Victor Stouvenel, juriste bordelais, poète, érudit, « révolutionnaire assagi » selon son ami Alphonse Esquiros, en est le directeur, associé à Démogeat, avec le concours d'Alphonse Esquiros, « rédacteur correspondant à Paris ».  
Les abonnements sont proposés à Bordeaux chez Lawalle, libraire, 20 allée de Tourny, chez Balarac, 8 rue des Trois-Conils et au Cercle de la Maison-Daurade, 3 rue Piliers-des-Tutelles. S'y ajoute, pour le dernier numéro, le cabinet de lecture du 42 rue St Remy (Saint-Remi).

## Contenu
Inspiré par la naissance de l'industrie (électricité, chemin de fer) et les idées saint-simoniennes, un éditorial signé D. (Démogeat ?) définit l'ambition du journal. Au moment où sont recréées, à Bordeaux, des Facultés des sciences et des lettres, la presse doit diffuser l'enseignement oral des professeurs : « La voix du professeur est nécessairement renfermée dans une étroite enceinte, la presse peut étendre ses enseignements à un nombre indéfini d'auditeurs (…) La presse est le chemin de fer des idées ». 
Cette ambition de démocratisation de l'enseignement supérieur se double de l'intention de fonder « l'exposition théorique d'une doctrine littéraire (…) à la hauteur des connaissances modernes (…) La critique est un juge, la théorie est un code. Supprimez le code, que deviendra le juge ? ». 
L'éditorialiste annonce aussi « un résumé critique des meilleurs articles de toutes les revues françaises et étrangères ».
La réalisation n'est pas à la hauteur des ambitions. Si Victor Stouvenel propose régulièrement une rubrique mathématiques et sciences, la première est rapidement abandonnée et la seconde limitée à une fonction de vulgarisation.
L'essentiel du journal est constitué de faits divers (accidents, chronique judiciaire), de critiques de théâtre, de musique ou d'opéras donnés à Bordeaux, ou d'expositions de la société philomatique. 
On trouve aussi quelques articles pittoresques, comme l'invention d'un navire propulsé à réaction pour la traversée en trente minutes du détroit de Calais, la fabrication du sucre de citrouille, ou bien encore l'invention de bateaux à vapeur à plans inclinés pour la navigation sur la Garonne.
Le no  13 parait en retard, du fait de difficultés financières, prétendument surmontées, mais en réalité fatales au Spectateur de la Gironde qui disparait avec la parution du numéro suivant, le 19 août 1838.